# Beschrijving

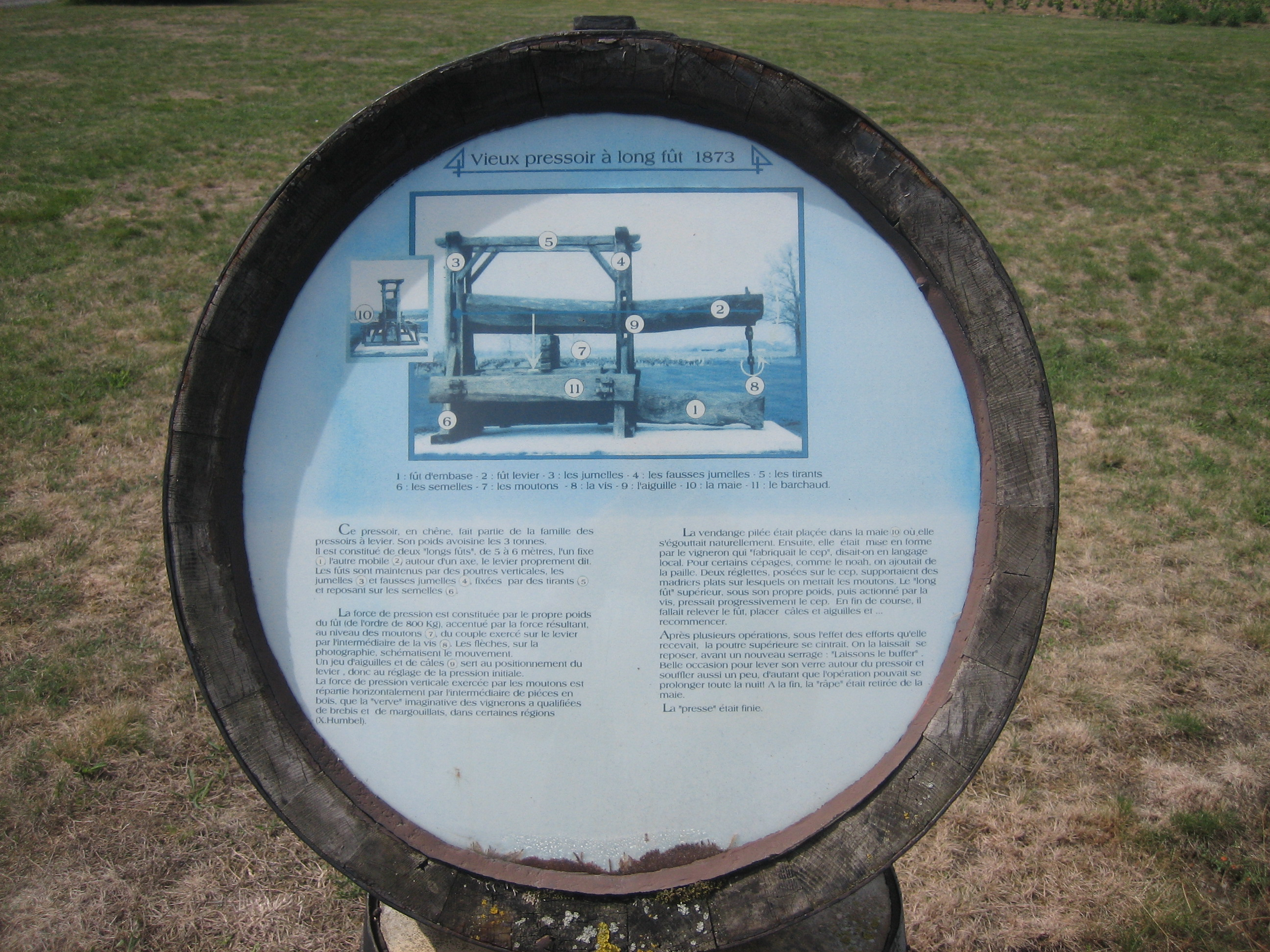
Beschrijving van een oude wijnpers.

Een beschrijving is het geven van een samenhangende opsomming van alles wat men aan het te beschrijven persoon, object (voorwerp), begrip of proces kan waarnemen. Een beschrijving kan de basis vormen voor een verklaring en voorspelling.
In de wetenschap vormt de beschrijvend (descriptief) onderzoek de eerste trap van de wetenschappelijke verwerking van ervaring, waarop de waarnemingen in taal worden uitgedrukt. De beschrijving kan men zien als een grondvorm van kennisverwerving. De beschrijvende wetenschap streeft ernaar vanuit de beschrijving, het beschrevene te ordenen of te classificeren en te verklaren en aldus de beschrijving op te vangen door theorie.
In een wetenschappelijke beschrijving dient men:
- diagnose: zoveel onderscheidende, diagnostische kenmerken en optredende verschijnselen van een soort op te sommen, dat men in staat wordt gesteld elk individu behorende bij die soort te herkennen (identificatie, determinatie).
- een samenhangende en volledige opsomming geven van alles, wat men aan dit voorwerp of aan dat proces kan waarnemen.

Een beschrijving kan gemaakt worden in de vorm van een notatie.